# Leucade (isola)
Lèucade o Leuca (in greco Λευκάδα?, Lefkàda, in greco antico: Λευκάς?, Leukàs) o ancora, secondo l'antica denominazione veneziana, Santa Maura, è una delle Isole Ionie che si trovano a ovest della Grecia continentale, l'unica a essere raggiungibile anche senza nave-traghetti, perché collegata alla terraferma da una lunga strada rialzata e da un ponte mobile di circa 50 metri.

## Geografia fisica

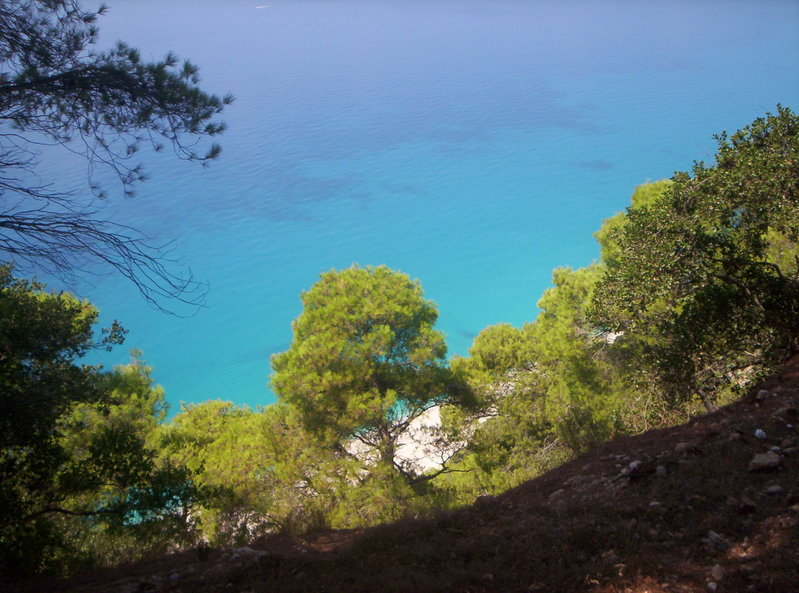
Una spiaggia di Leucade a picco sul mare

Nel Sud dell'isola, vicino alla famosa spiaggia di Porto Katsiki, vi è il luogo dove la leggenda vuole che si sarebbe suicidata la poetessa Saffo, gettandosi nel vuoto.
Il nome Leucàs, secondo Strabone, deriverebbe dalla scogliera bianca volta verso l'alto mare e Cefalonia. Su quello scoglio fu innalzato il tempio di Apollo Leucate e dalla rupe, secondo un'antica tradizione, usavano gettarsi in mare gli amanti infelici. Secondo Menandro, Saffo ne fu la vittima più illustre.
La baia di Vassiliki, a sud dell'isola, è famosa per le condizioni estremamente favorevoli al windsurf. La pratica di tale sport infatti è garantita dalla regolarità del vento termico proveniente dalle montagne dell'isola. Inoltre, la lunga penisola montuosa che delimita a ovest la baia ferma le onde del mare e garantisce condizioni di acqua piatta che favoriscono la pratica del windsurf anche ai meno esperti. Nella spiaggia a nord-ovest, Agios Ioannis, è praticato anche il kitesurf, con vento termico che si leva tutti i pomeriggi da maggio a settembre..

## Storia

Bandiera della Repubblica delle Sette Isole Unite (1800-1807)

Già possedimento siceliota al tempo del re Agatocle, dopo la conquista siculo-normanna del XII-XIII secolo entrò a far parte stabilmente della Repubblica di Venezia. Occupata dai francesi per breve periodo, fece parte della Repubblica delle Sette Isole Unite, sotto protettorato russo-ottomano ma a guida veneto-greca. Fu questa la prima esperienza di autogoverno greco (durata 1800-1807), in cui ebbero un ruolo principale i greco-veneti, tra i quali Giovanni Capodistria. Passò quindi al Regno Unito e poi definitivamente alla Grecia (1864).

## Geografia antropica

### Comuni e comunità rurali
Dal 1997, con l'attuazione della riforma Kapodistrias, Leucade costituiva una prefettura della Regione Isole Ionie, suddivisa in 6 comuni e 2 comunità. È stata abolita a seguito dell'entrata in vigore della riforma amministrativa detta Programma Callicrate dal 1º gennaio 2011. Sotto la giurisdizione della prefettura rientrava anche un piccolo arcipelago noto come le "isole Tilevoides", esteso tra l'isola e la terraferma di cui fanno parte Meganisi, Kalamos, Kastos, Skorpios, Skorpidi, Madouni, Sparti, Thilia e Kithiro. Leucade è nota nella letteratura greca per essere stata teatro di un suicidio d'amore, a metà tra storia e leggenda: da una roccia pare si sia gettata, nel 570 a.C. circa, la poetessa di Lesbo, Saffo.

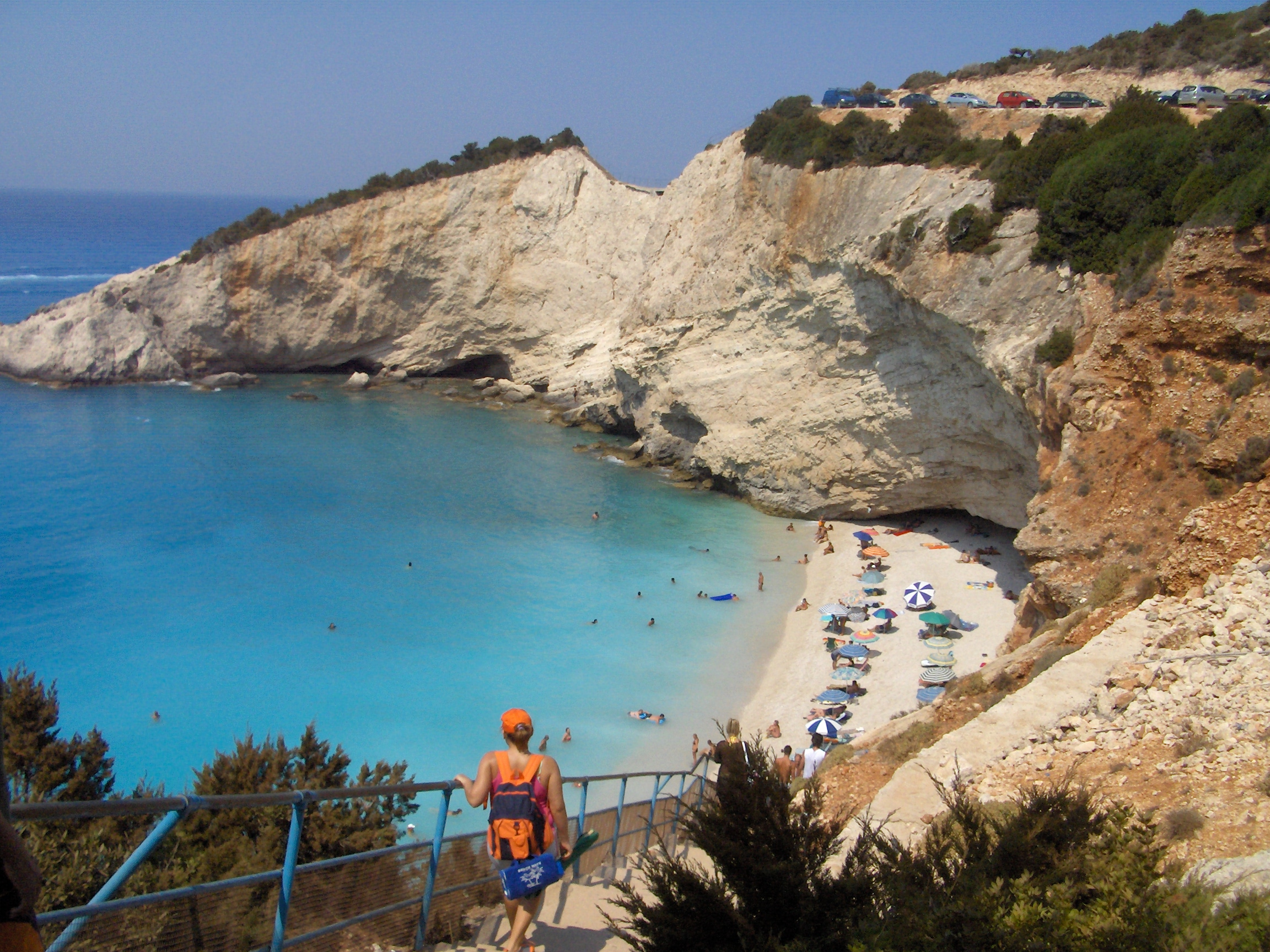
La spiaggia di Porto Katsiki

| Comuni          | Codice YPES | Sede      | Codice postale |
| --------------- | ----------- | --------- | -------------- |
| Apollonion      | 3601        | Vassiliki | 310 82         |
| Ellomenos       | 3602        | Nydri     | 311 00         |
| Karya           | 3604        |           | 310 80         |
| Leucade         | 3606        |           | 311 00         |
| Meganisi        | 3607        |           | 310 83         |
| Sfakiotes       | 3608        | Lazarata  | 310 80         |
| Comunità rurali | Codice YPES | Sede      | Codice postale |
| Kalamos         | 3603        |           | 310 81         |
| Kastos          | 3605        |           | 310 81         |